# Rikswasa (1599)
Rikswasa, eller Riksvasa, var ett svenskt regalskepp under början av 1600-talet. Hon började byggdes 1597 på Aspö vid Strängnäs, färdigställdes 1599 på Stockholms skeppsgård och togs i tjänst i november 1599. Fartyget byggdes under den engelske skeppsbyggaren Thomas Walthers ledning för att tjänstgöra som ett första gradens kommenderingsskepp, men hon byggdes om 1604 och degradedes till ett tredje gradens skepp med färre kanoner.
År 1621 användes hon vid erövringen av Riga, där hon medverkade till att skjuta staden i brand. Under en vakttjänst mot en väntad polsk fientlig flotta vid Djurhamn 1623 fattade hon eld av våda, bogserades iväg en bit och sjönk söder om farleden vid Hovnorsviken på Fågelbrolandet nära nuvarande Djuröbrons södra landfäste, där hon hamnade på 24 meters djup. Namnet "Brännskeppet" på en udde i området påminner om vrakplatsen. 

## Bärgningar
År 1626 och 1627 gjordes bärgningar på vraket och bland annat togs minst tolv kanoner upp.
Bärgningar skedde 1964-1966 av bröderna Sven och Erik Nahlin. De skedde under översyn från Sjöhistoriska museet, vilket dokumenterade delar av det upptagna materialet, bland annat genom  ritningar av rodret, akterspegeln, kölsvinet samt ett par spant. Det gjordes inga vetenskapliga dykningar eller undersökningar. Bröderna Nahlin tillverkade och sålde möbler och snidade prydnadsföremål av skrovtimrets svartek. Bland annat gjordes Vasaloppets segrarpris 1988 och 1989 av Rikswasas ek och ett bord som gåva till shahen av Iran Mohammad Reza Pahlavi.
Kortfilmen Bärgningen av Riks Wasa - Ett dykaräventyr av Torbjörn Axelman från 1969 dokumentera bärgningen. Den arkeologiskt osakkunniga bärgningen väckte kritik och ledde till en skärpt skyddslagstiftning för gamla skeppsvrak.